# 奧克格倫 (加利福尼亞州聖貝納迪諾縣)
奧克格倫（英語：Oak Glen）是位於美國加利福尼亞州聖貝納迪諾縣的一個人口普查指定地區。

## 地理
奧克格倫的座標為34°02′42″N 116°56′58″W / 34.04500°N 116.94944°W，而該地最高點為海拔高度1143米（即4734英尺）。

## 人口
根據2010年美國人口普查的數據，奧克格倫的面積為39.164平方千米，當中陸地面積為39.153平方千米，而水域面積為0.011平方千米。當地共有人口638人，而人口密度為每平方千米16人。